# Casearia kurzii
Casearia kurzii là một loài thực vật có hoa trong họ Liễu. Loài này được C.B. Clarke mô tả khoa học đầu tiên năm 1879.